# Тальталь
Тальталь (исп. Taltal) — город в Чили. Административный центр одноимённой коммуны. Население города — 9564 человек (2002). Город и коммуна входит в состав провинции Антофагаста и области Антофагаста.
Территория — 20405,1 км². Численность населения — 13 317 жителя (2017). Плотность населения — 0,65 чел./км².

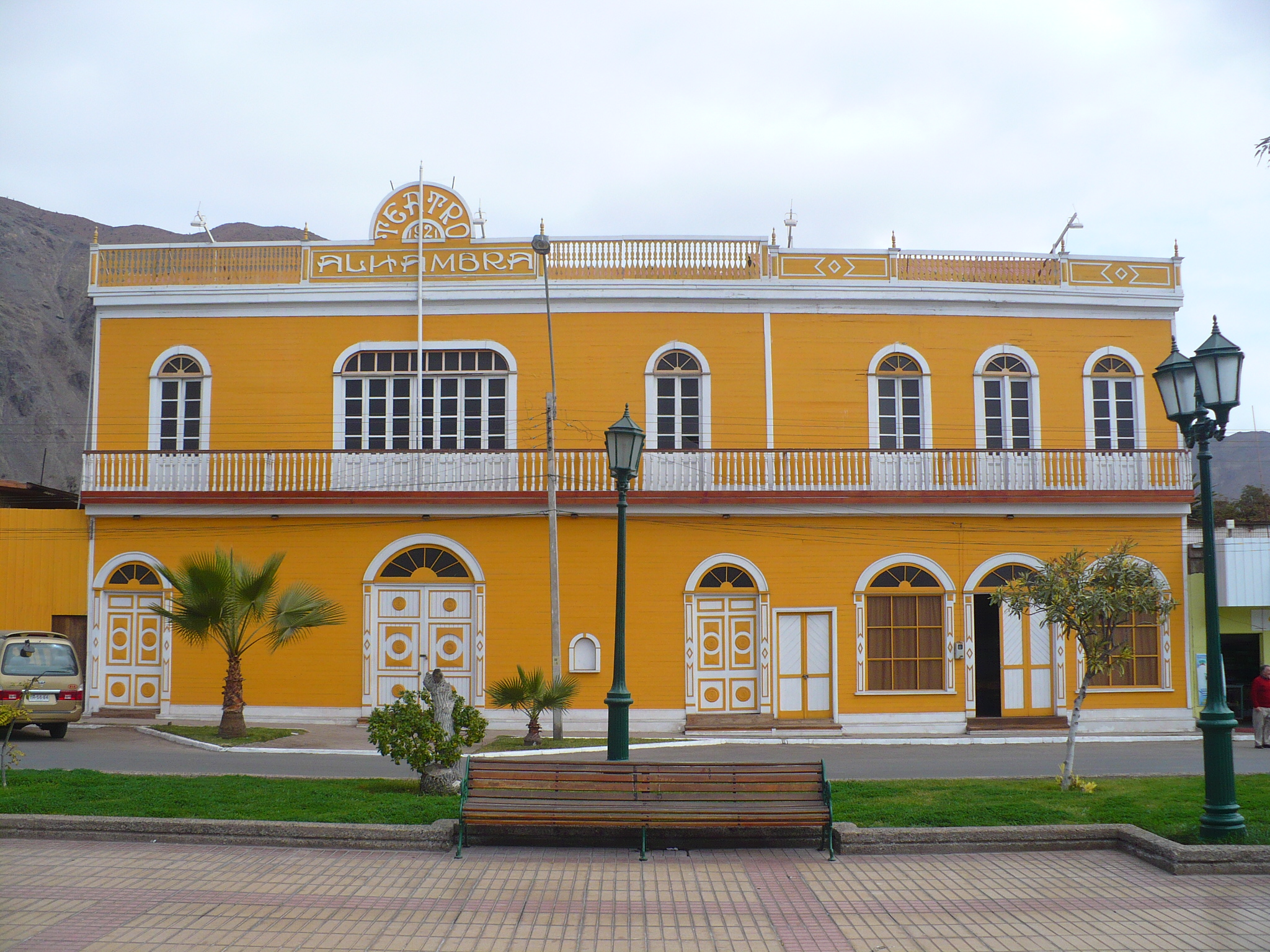
Городской театр

## Расположение
Город расположен в 198 км на юг от административного центра области — города Антофагаста.
Коммуна граничит:
- на севере — с коммуной Антофагаста
- на востоке — с коммунами Антофагаста и Диего-де-Альмагро
- на юге — с коммунами Диего-де-Альмагро и Чаньяраль
- на западе — с Тихим океаном.

## Демография
Согласно сведениям, собранным в ходе переписи 2017 г  Национальным институтом статистики (INE),  население коммуны составляет:
| Полное население                          | Полное население                          | Полное население                          | Полное население                          | Полное население                          | 13 317 |
| ----------------------------------------- | ----------------------------------------- | ----------------------------------------- | ----------------------------------------- | ----------------------------------------- | ------ |
| в том числе:                              | Городское население                       | 11 123                                    | Процент городского населения, %           | 83,52                                     |        |
|                                           | Сельское население                        | 2 194                                     | Процент сельского населения, %            | 16,48                                     |        |
|                                           | Мужское население                         | 7 481                                     | Процент мужского населения, %             | 56,18                                     |        |
|                                           | Женское население                         | 5 836                                     | Процент женского населения, %             | 43,82                                     |        |
| Плотность населения, чел/км²              | Плотность населения, чел/км²              | Плотность населения, чел/км²              | Плотность населения, чел/км²              | Плотность населения, чел/км²              | 0,65   |
| Население коммуны в % к населению области | Население коммуны в % к населению области | Население коммуны в % к населению области | Население коммуны в % к населению области | Население коммуны в % к населению области | 2,19   |

| Динамика изменения населения коммуны | Динамика изменения населения коммуны | Динамика изменения населения коммуны | Динамика изменения населения коммуны |
| ------------------------------------ | ------------------------------------ | ------------------------------------ | ------------------------------------ |
| 1992                                 | 2002                                 | 2012                                 | 2017                                 |
| 10852                                | 11100▲                               | 13493▲                               | 13317▼                               |

## Важнейшие населенные пункты[4]
| № | Название  | Название (исп.) | Статус       | Население чел. (2017) | На карте                        |
| - | --------- | --------------- | ------------ | --------------------- | ------------------------------- |
| 1 | Тальталь  | Taltal          | город        | 10933                 | 25°24′20″ ю. ш. 70°28′51″ з. д. |
| 2 | Папосо    | Paposo          | поселок      | 484                   | 25°00′32″ ю. ш. 70°27′54″ з. д. |
| 3 | Франке    | Franke          | шахта        | 414                   | 25°50′13″ ю. ш. 69°51′22″ з. д. |
| 4 | Гуанако   | Guanaco         | шахта        | 305                   | 25°06′29″ ю. ш. 69°31′21″ з. д. |
| 5 | Параналь  | Paranal         | обсерватория | 119                   | 24°38′20″ ю. ш. 70°23′08″ з. д. |
| 6 | Альтамира | Altamira        | шахта        | 114                   | 25°50′20″ ю. ш. 69°52′14″ з. д. |

## Известные уроженцы
- Сади Саньярту (1893—1993) — чилийский писатель, эссеист и журналист. Лауреат Национальной премии Чили по литературе 1974 года.